# Onthophagus phahompokus
Onthophagus phahompokus é uma espécie de inseto do género Onthophagus, família Scarabaeidae, ordem Coleoptera.
Foi descrita cientificamente por Masumoto & Ochi em 2015.